# ستيف ميرفي
ستيف ميرفي (بالإنجليزية: Steve Murphy)‏ هو سياسي أمريكي، ولد في 9 سبتمبر 1957. حزبياً، نشط في حزب العمال المزارعين الديمقراطيين في مينيسوتا والحزب الديمقراطي. وقد انتخب عضو مجلس ولاية مينيسوتا.